# Fresnel-Arago-Gesetze
Die Fresnel-Arago-Gesetze sind vier auf Augustin Jean Fresnel und François Arago zurückgehende, physikalische Aussagen zur Interferenz polarisierten Lichts.

## Hintergrund
Ausgehend von den kurz zuvor durchgeführten Versuchen von Thomas Young führten Fresnel und Arago 1817 eine Serie von Versuchen zum Interferenzverhalten von polarisiertem Licht durch. Damals gab es noch keine Einigkeit über die Schwingungsart von Lichtwellen; Fresnel und Arago gingen zunächst von longitudinalen Schwingungen aus. Ihre Ergebnisse waren jedoch nicht mit dem Verhalten longitudinaler Schwingungen vereinbar.
Nachdem Arago die Ergebnisse an Young gesendet hatte, kam dieser zu der Erkenntnis, dass es sich um zwei senkrecht zueinander orientierte transversale Schwingungen handelt. Fresnel und Arago fassten ihre Ergebnisse in vier Aussagen zur Interferenz von polarisiertem Licht zusammen.

## Verbale Beschreibung
Die vier von Fresnel und Arago aufgestellten Aussagen beziehen sich auf das Verhalten von linear polarisiertem Licht gleicher und unterschiedlicher Schwingungsebene bei Überlagerung. Dabei haben sie sowohl Licht unterschiedlicher Quellen als auch der gleichen Quelle betrachtet.
Die vier Gesetze sind:
1. Zwei (linear) polarisierte Lichtstrahlen, deren Polarisationsebenen zueinander parallel sind, interferieren wie nicht polarisiertes Licht.
2. Zwei (linear) polarisierte Lichtstrahlen, deren Polarisationsebenen aufeinander senkrecht stehen, interferieren nicht. Bei Überlagerung haben sie immer dieselbe Intensität, unabhängig von der Phasendifferenz.
3. Zwei senkrecht zueinander (linear) polarisierte Strahlen interferieren dann miteinander, wenn sie ursprünglich nur eine Polarisationsebene besaßen, d. h., wenn sie Teilstrahlen eines Lichtstrahls gleicher linearer Polarisation sind und anschließend wieder in dieselbe Polarisationsebene gebracht werden.
4. Zwei senkrecht zueinander (linear) polarisierte Lichtstrahlen, die nicht aus polarisiertem Licht entstanden sind, interferieren nicht bei ihrer Zurückführung auf eine Polarisationsebene.